# Władysław Günther-Schwarzburg
Władysław Günther-Schwarzburg (ur. 10 kwietnia 1885 w Dołędze, zm. 27 marca 1974 w Londynie) – polski dyplomata.

## Życiorys
Pochodził z rodziny ziemiańskiej. W 1908 ukończył studia na Sorbonie, uzyskując doktorat z filozofii. 15 grudnia 1918 wstąpił do służby dyplomatycznej odrodzonego państwa polskiego. 24 maja 1919 został sekretarzem legacyjnym w poselstwie RP w Pradze. 1 lipca 1920 powrócił do centrali MSZ, pracował w Departamencie Politycznym, dochodząc do tytułu radcy ministerialnego. Od 3 sierpnia 1923 do 23 maja 1924 kierował Wydziałem Północnym, zlikwidowanym przy reorganizacji MSZ. Następnie do 31 lipca 1926 sekretarz poselstwa w Ankarze z tytułem radcy legacyjnego, później do 1 lipca 1927 na tym samym stanowisku w poselstwie RP w Królestwie Włoch. Od kwietnia 1928 kierownik Wydziału Środkowo-Europejskiego MSZ.
16 czerwca 1931 mianowany na posła nadzwyczajnego i ministra pełnomocnego w Belgradzie. Odwołany z Jugosławii 15 maja 1935, przeniesiony w stan nieczynny. Do służby dyplomatycznej powrócił w końcu 1935, 1 kwietnia 1936  mianowany Posłem Nadzwyczajnym i Ministrem Pełnomocnym w Atenach. Misję pełnił do 22 kwietnia 1941, a następnie, do 31 stycznia 1942  przy rządzie greckim na uchodźstwie w Londynie. Od czerwca 1942 do 5 lipca 1945 poseł przy rządzie Norwegii na emigracji w Londynie.
Po wojnie pozostał na uchodźstwie. Od 1950 wykładowca, od 1960 profesor języka i literatury polskiej w Polskim Uniwersytecie na Obczyźnie. W latach 60. minister pełnomocny rządu RP na uchodźstwie. Autor pamiętników.

## Ordery i odznaczenia
- Krzyż Komandorski z Gwiazdą Orderu Odrodzenia Polski (3 maja 1964)[2]
- Krzyż Oficerski Orderu Odrodzenia Polski (27 listopada 1929)[3][4]
- Medal Dziesięciolecia Odzyskanej Niepodległości[4]
- Wielka Wstęga Orderu Świętego Sawy (Jugosławia, 1931)[4][5]
- Krzyż Wielki Orderu Feniksa (Grecja, 1937)[6]
- Wielki Komandor Orderu Feniksa (Grecja, 1932)[4][7]
- Wielki Oficer Orderu Świętego Sawy (Jugosławia)[4]
- Wielki Oficer Orderu Karola III (Hiszpanii)[4]
- Wielki Oficer Orderu Zasługi (Węgry)[4]
- Wielki Oficer Orderu Chrystusa (Portugalia, 1931)[4][8][9]
- Wielki Oficer Orderu śś. Maurycego i Łazarza (Włochy, 1932)[4][10]
- Wielki Oficer Orderu Korony Włoch (Włochy)[4]
- Krzyż Komandorski Orderu Lwa Białego (Czechosłowacja)[4]
- Krzyż Komandorski Orderu Zasługi (Chile, 1931)[4][11]